# Єлизаветівка (Фастівський район)
Єлизаве́тівка — село Фастівського району Київської області. Входить до складу Кожанської селищної громади. Поштове відділення Кищинське.

## Історія
В 1647 році створений хутір під назвою Єлизаветівка. Створили його чотири козацьких сім'ї: Павленко, Сідько, Кадькаленко, Музиченко.